# دايلوفوصور

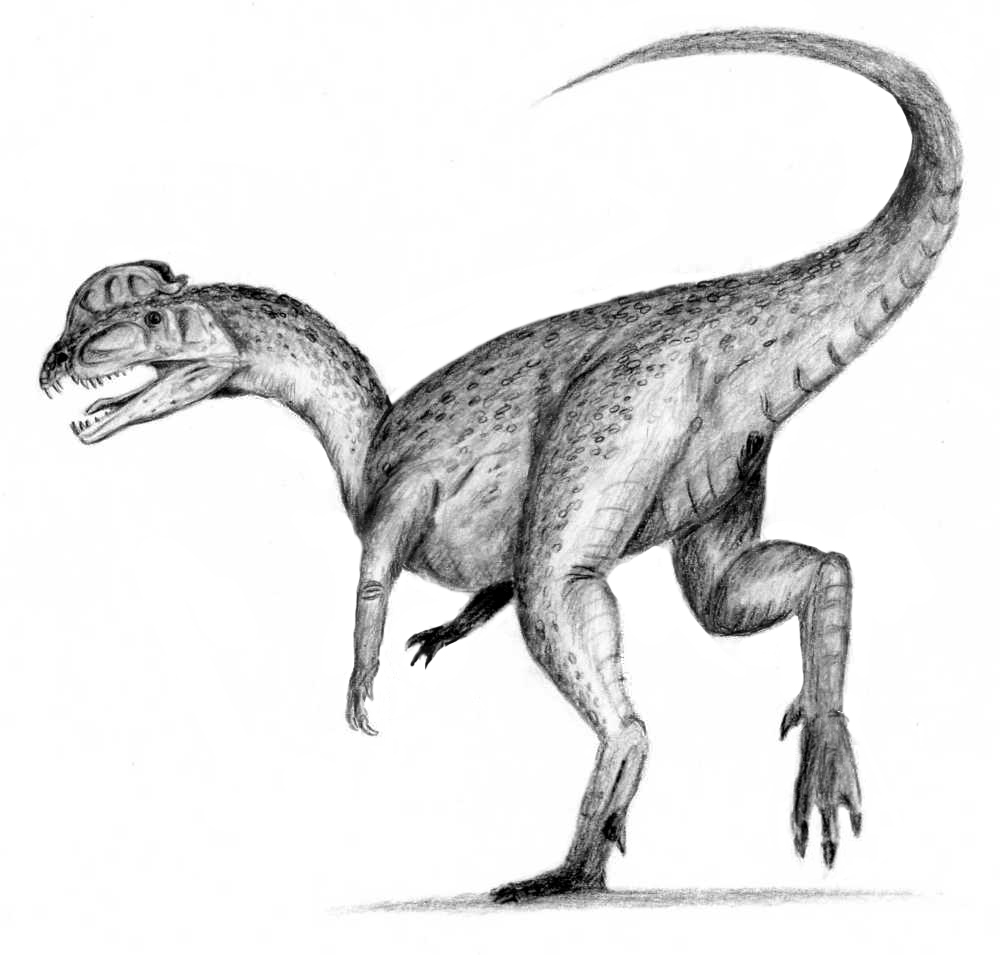
ديلوفوسورس

ديلوفوسورس (بالإنجليزية: Dilophosaurus)‏ الاسم يعني «السحليه ذات التاجين» وهو ديناصور من رتيبة الثيروبودوات كان آكل اللحم الأكبر والأقوى في أوائل العصر الجوارسي وترجع تسميته بسبب وجود عظمتين رقيقتين على قمة رأسه ولم تكن لهذا الديناصور نظر قوي ولكنه كان يستخدم حاسة الشم لتعقب ضحاياه، وكان له أسنان حادة كبيره ومقوسه وأذرع قويه لمسك فريسته وقد كان يمتلك سرعةً لا بأس بها ومن المحتمل (30 ميل في س) وكان له أيضاً ذيل طويل كان يستخدمه كالسوط في معاركه.

## في الثقافة العامة
- ظهر الديلوفوسورس في فيلم حديقة جوراسية.

## وصلات خارجية
- Dilophosaur intro
- errors in Jurassic Park